# 人民公园近现代建筑群
人民公园近现代建筑群是中国四川省成都市一组历史建筑群，位于人民公园之中，包括中正图书馆旧址、民众教育馆旧址、通俗教育馆旧址，三处建筑目前分别为成都市人民公园管理处、人民公园大会议室、四川保路运动史事陈列馆。2020年，人民公园近现代建筑群列入成都市文物保护单位。

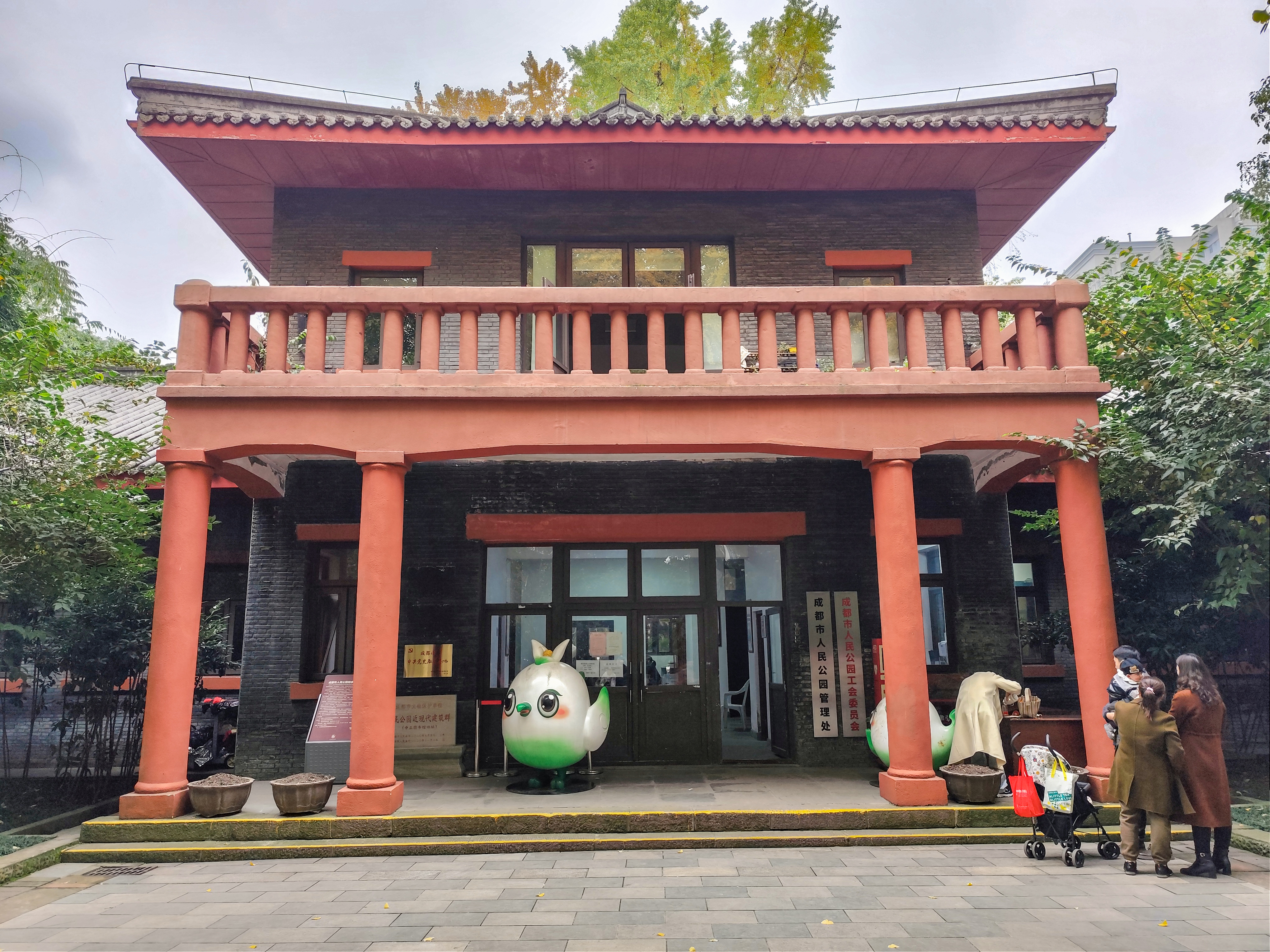
中正图书馆旧址
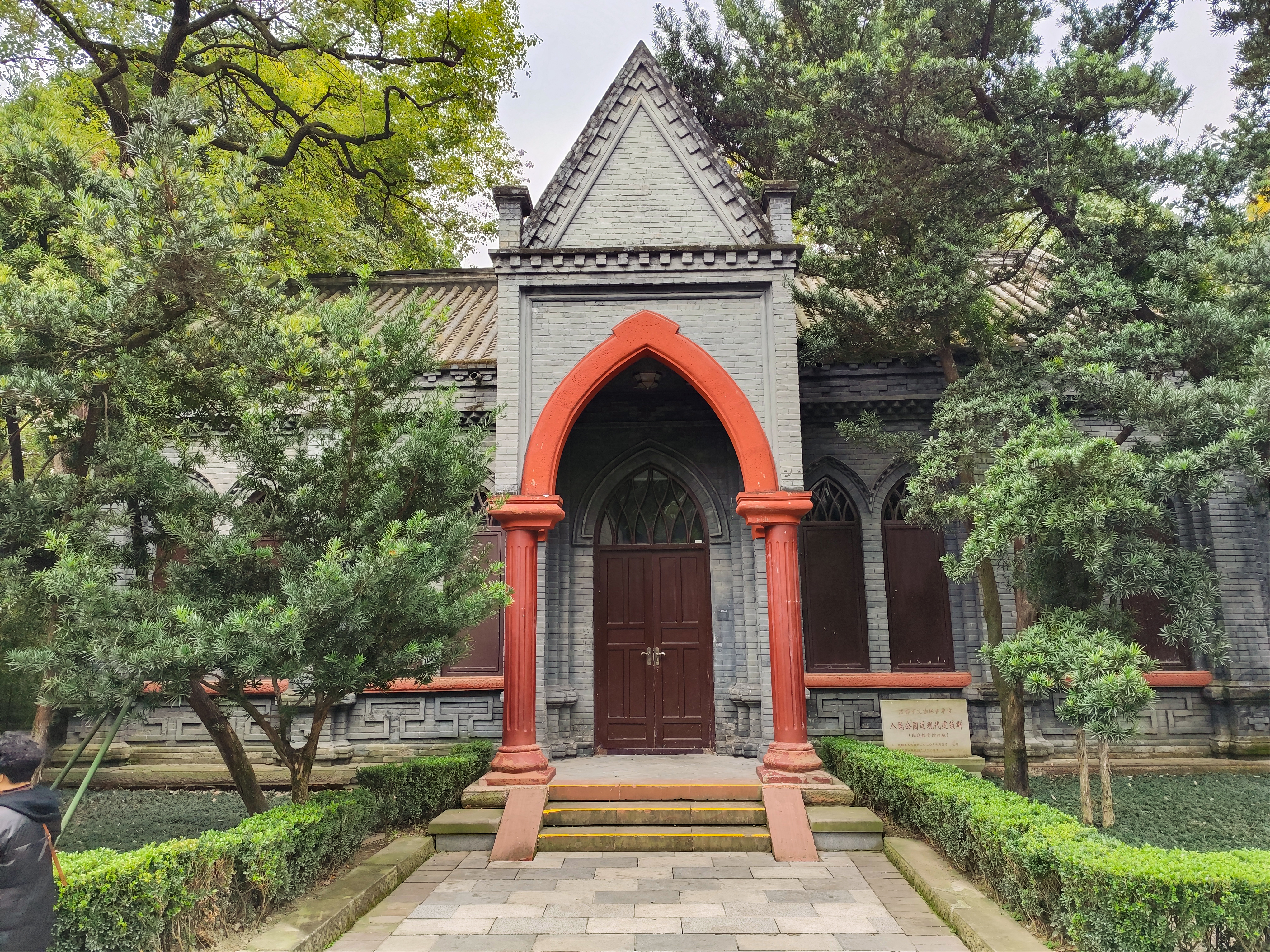
民众教育馆旧址
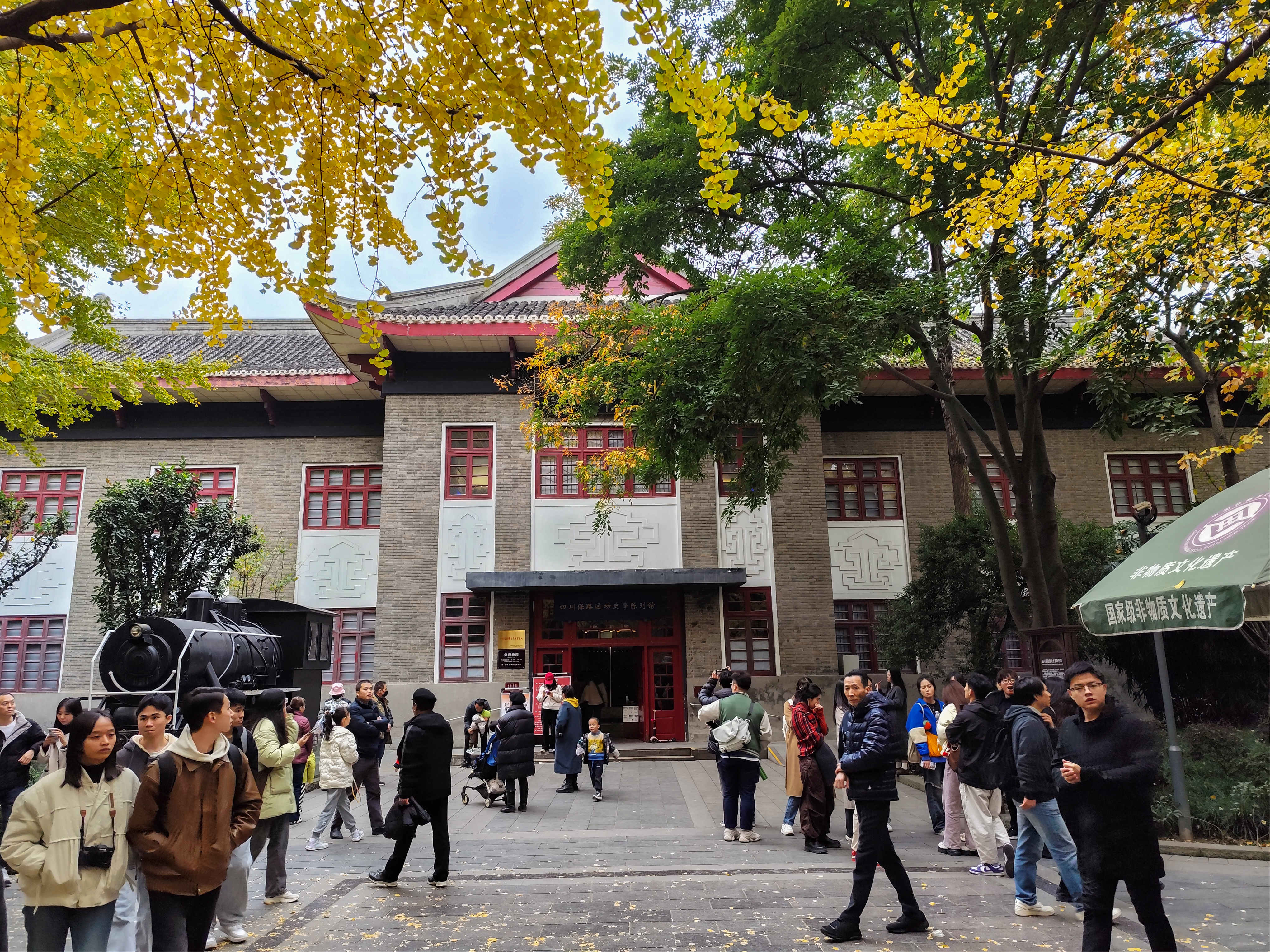
通俗教育馆旧址